# HAS-BLED
HAS-BLED — шкала для оценки риска кровотечений. Акроним от Hypertension, Abnormal renal-liver function, Stroke, Bleeding history or predisposition, Labile international normalized ratio, Elderly (65 years), Drugs or alcohol concomitantly. важный клинический инструмент, пришедший на смену более сложному HEMOR2RAGES. Используется для оценки риска большого кровотечения в течение 1 года.

## История
Разработана в 2010 году группой учёных Маахстриского университета под руководством Рона Пистерса. Шкала была протестирована и доказала свою эффективность на когорте, состоящей из 3678 пациентов с фибрилляцией предсердий. Часть из этих пациентов(65 %) принимали оральные антикоагулянты(из них 13 % — с аспирином и/или клопидогрелем), 24 % — антиагреганты, 10 % — не принимали никакой антитромбоцитарной терапии. Частота кровотечений составляла 0,75 %, 0,97 %, и 1,42 % соответственно, что хорошо коррелировало с результатами оценки по HAS-BLED.

## Содержание
Шкала содержит 9 пунктов, каждый из которых оценивается в 1 балл (в пункте «прием лекарств» добавляется по 1 баллу за каждое лекарство).
| Index                                     | Показатель                | Комментарий | Баллы |
| ----------------------------------------- | ------------------------- | --- | ----- |
| Hypertension                              | Гипертония                | Неконтролируемая, систолическое АД >160 мм рт. ст. | 1 б   |
| Abnormal Liver function                   | Нарушение функции печени  | цирроз, нарушения в печеночных пробах: билирубина> 2 норм + АЛТ/АСТ/ЩФ > 3 норм | 1 б   |
| Renal Disease                             | Нарушение функции почек   | диализ, трансплантация почки, креатинин более 200 мкмоль/л | 1 б   |
| Stroke History                            | Инсульт в анамнезе        | Особенно лакунарный | 1 б   |
| Prior Major Bleeding                      | Кровотечения              | Большие кровотечения в анамнезе (интракраниальное, либо требующее госпитализации, либо со снижением Hb>2 г/л, либо требующее гемотрансфузию), анемия или предрасположенность к кровотечениям | 1 б   |
| Labile INR                                | Лабильное МНО             | <60 % времени в терапевтическом диапазоне, высокое МНО | 1 б   |
| Age > 65                                  | Возраст > 65              | более 65 лет | 1 б   |
| Medication Usage Predisposing to Bleeding | Прием лекарств            | прием лекарств, усиливающих риск кровотечения: антиагреганты, НПВП | 1 б   |
| Alcohol Usage History                     | Злоупотребление алкоголем | >8 рюмок в неделю | 1 б   |

## Интерпретация
Результат в 3 балла и более ассоцирован с высоким риском развития кровотечения (3,74 кровотечения на 100 пациенто-лет). 
Результат в 2 балла и менее — нет значимого повышения риска кровотечений (1,88 кровотечения на 100 пациенто-лет), но необходим тщательный контроль
Стоит отметить, что данная шкала часто используется совместно со шкалой риска развития инсульта CHA2DS2-VASc у пациентов с фибрилляцией предсердий.